# Pandaemonium (film)
Pandaemonium è un film del 2000 diretto da Julien Temple. La pellicola ricostruisce in maniera romanzata la vita del poeta romantico Samuel Taylor Coleridge, del suo rapporto con l'amico William Wordsworth (nella stesura delle Lyrical Ballads) e con la propria famiglia.
Il film si sofferma sugli effetti che l'assunzione di laudano provoca in Coleridge, sia sul piano poetico (la composizione in proprio del La ballata del vecchio marinaio e l'incompiuto Kubla Khan) sia sul piano psichico fino a quando non lo porterà a smarrire momentaneamente se stesso.

## Produzione
Il film è stato girato sulle Quantock Hills, colline vicine a Taunton nella contea inglese del Somerset.